# 1023 Thomana
1023 Thomana este un asteroid din centura principală, descoperit pe 25 iunie 1924, de Karl Reinmuth.